# Oberwinkel (Waldenburg)
Oberwinkel ist ein Ortsteil der Stadt Waldenburg im Landkreis Zwickau (Freistaat Sachsen). Er wurde am 17. September 1961 nach Ebersbach eingemeindet und am 1. Januar 1974 nach Waldenburg umgegliedert.

## Geografie

### Geografische Lage und Verkehr
Oberwinkel befindet sich südlich der Waldenburger Kernstadt am Rand des Grünfelder Parks. Der Callenberger Bach bildet die Flurgrenze zu Altstadt Waldenburg.
Im Norden von Oberwinkel tangiert die 1875 erbaute und im Jahr 2002 stillgelegte Bahnstrecke Glauchau–Wurzen (Muldentalbahn) den Ort.

### Nachbarorte
| Remse       | Grünfeld                                    | Altstadt Waldenburg |
| Oertelshain | Kompassrose, die auf Nachbargemeinden zeigt | Callenberg          |
|             | Ebersbach                                   | Grumbach            |

## Geschichte

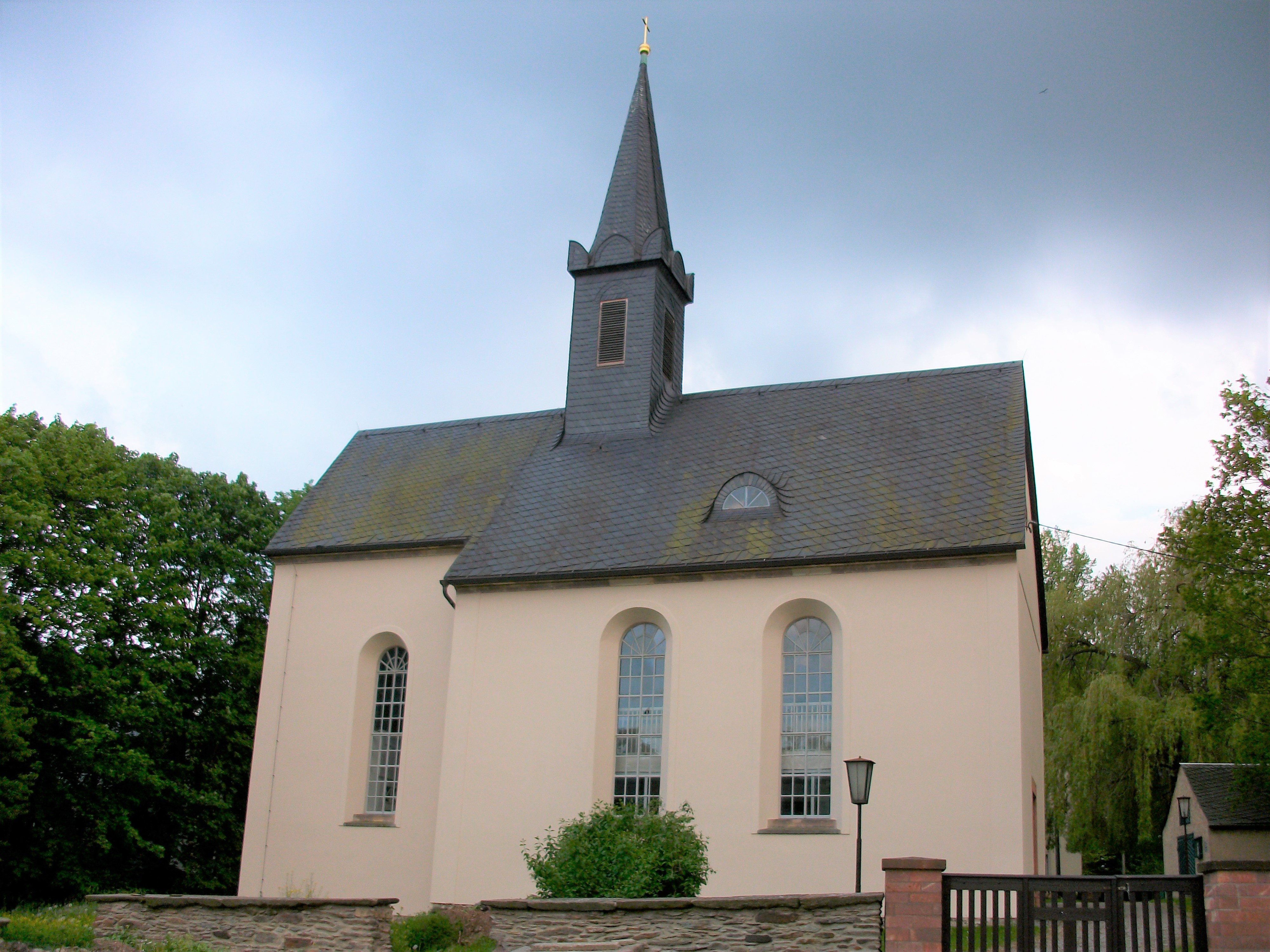
Dorfkirche Oberwinkel

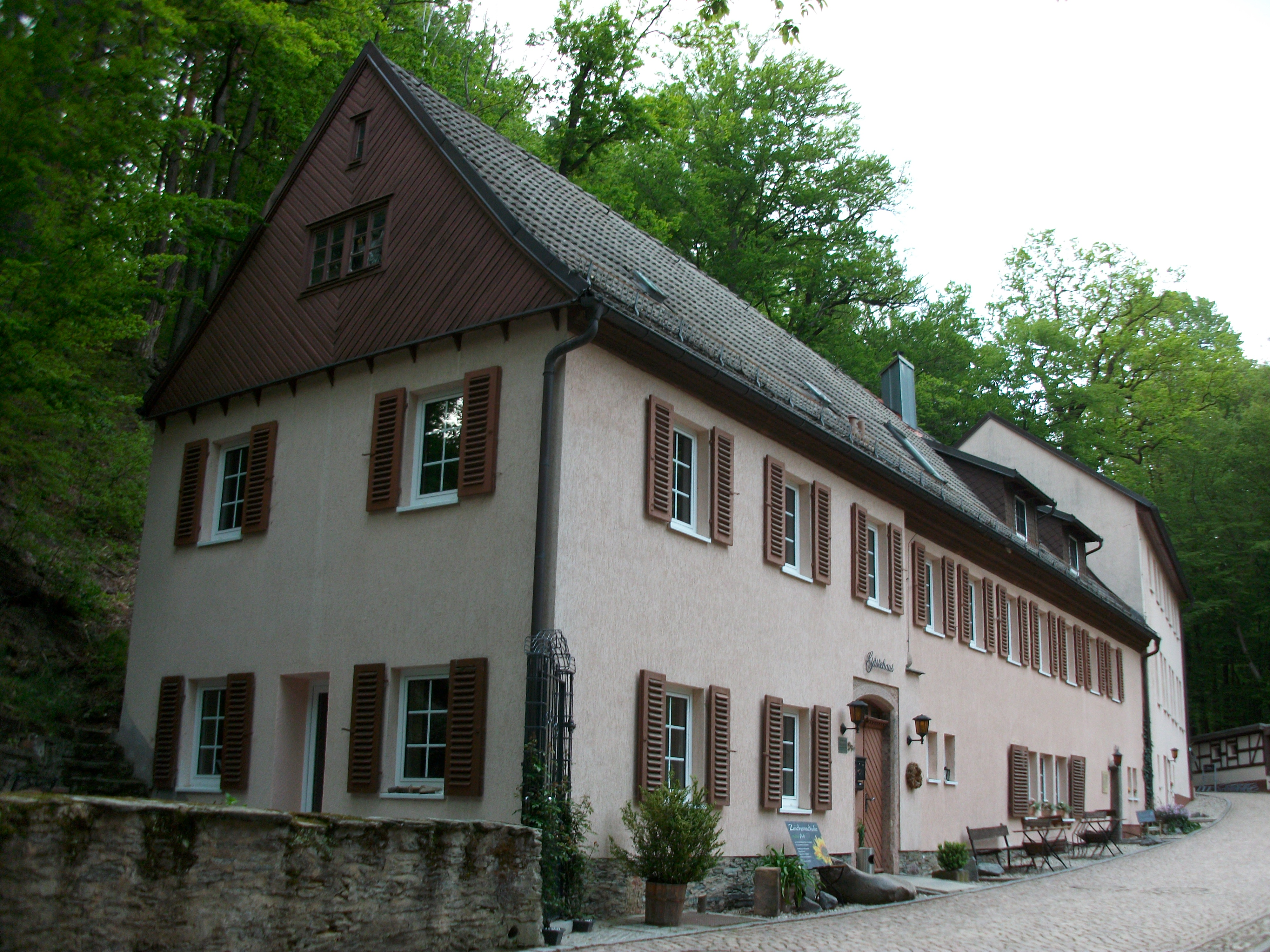
Glänzelmühle Oberwinkel

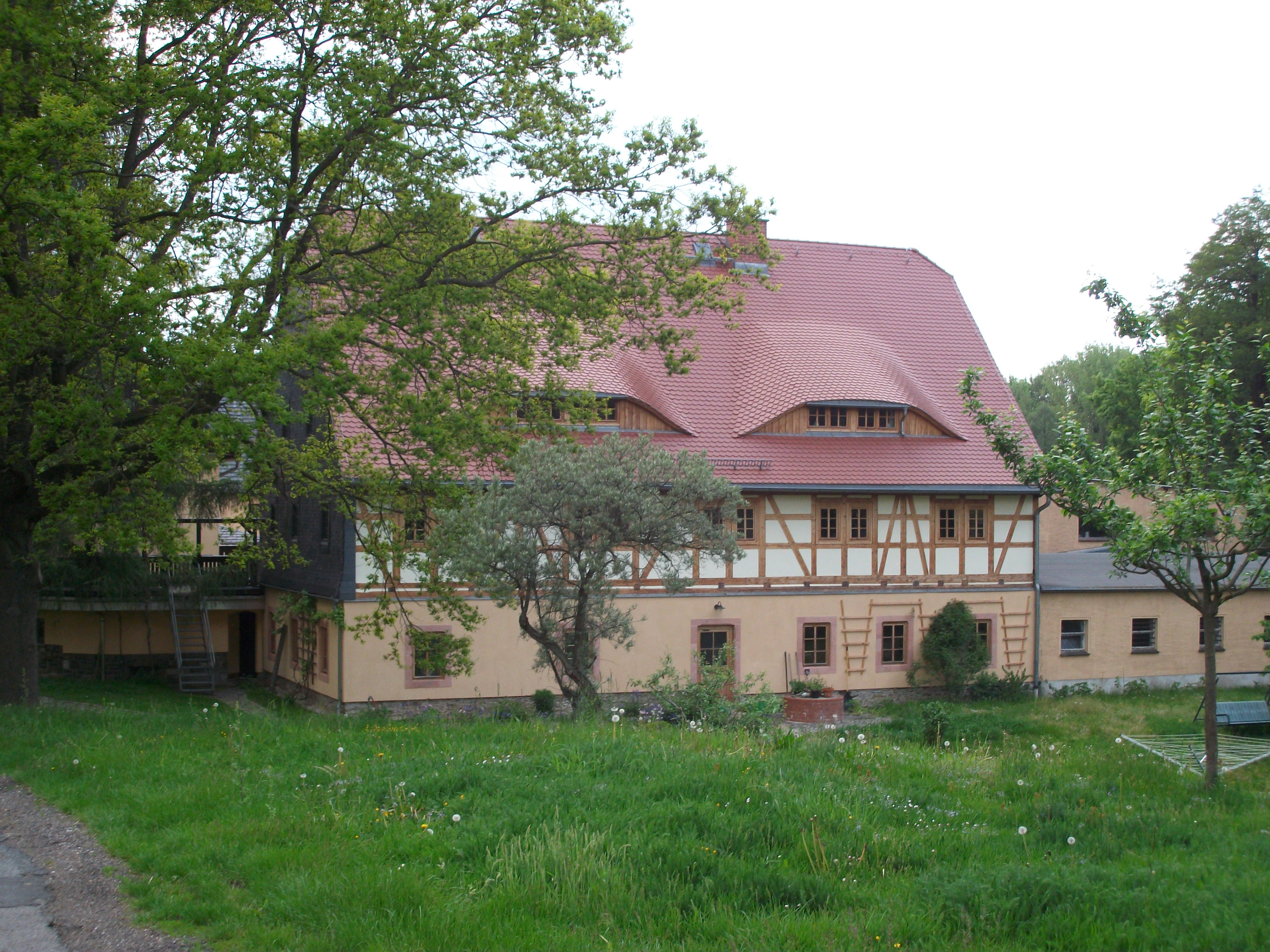
Fachwerkhaus in Oberwinkel

Das Waldhufendorf Oberwinkel wurde in den Jahren 1261 und 1349 als „Winkile“ bzw. „Winkele“ erwähnt. Wie bei Niederwinkel steht die Gründung des Orts im Zusammenhang mit dem Kloster Remse. Im 14. Jahrhundert erfolgte erstmals in Urkunden die Unterscheidung von „Superior Winkel“ (Oberwinkel) und „Inferior Winkel“ (Niederwinkel). Die Kirche von Oberwinkel wurde bereits zur Zeit der Ortsgründung erwähnt. Sie war bis 1932 eine selbstständige Pfarrei, seitdem gehört sie zur Kirche von Altstadt Waldenburg.
Oberwinkel kam im Jahr 1543 als einstiger Besitz des im Zuge der Reformation im Jahr 1533 aufgelösten Klosters Remse durch Kauf an die Herren von Schönburg. Die Oberwinkler Mühle, heute als Glänzelmühle bekannt, kam zu dieser Zeit unter die Grundherrschaft des Ritterguts Callenberg, das der schönburgischen Herrschaft Waldenburg als Vasallengut unterstand. Ab 1724 war sie in bürgerlichem Privatbesitz. Um 1696 wird Oberwinkel als amtsunmittelbarer Ort der schönburgischen Herrschaft Remse geführt, welche nach Auflösung des Klosters Remse im Jahr 1533 entstand und seit 1543 den Herren von Schönburg unter wettinischer Oberhoheit gehörte. In den Jahren 1780 bis 1797 entstand in den Fluren von Altstadt Waldenburg und Oberwinkel auf einer Fläche von 113 Hektar ein Englischer Garten, der den Namen „Greenfield“ (heute: Grünfelder Park) erhielt. Im Oberwinkler Teil befindet sich die Glänzelmühle als Gebäude im Park. Zwischen 1726 und 1934 betrieb die Müllerfamilie Glänzel neben der Mahlmühle eine Schankwirtschaft.
Im Rahmen der administrativen Neugliederung des Königreichs Sachsens wurde Oberwinkel als Teil der schönburgischen Lehnsherrschaft Remse im Jahr 1835 der Kreisdirektion Zwickau unterstellt. Die Lehnsherrschaft Remse mit ihren Orten wurde seitdem administrativ durch das königlich-sächsische Amt Zwickau verwaltet. Ab 1856 gehörte Oberwinkel zum Gerichtsamt Remse und ab 1875 zunächst zur Amtshauptmannschaft Zwickau. Nachdem auf dem Gebiet der Rezessherrschaften Schönburg im Jahr 1878 eine Verwaltungsreform durchgeführt wurde, kam Oberwinkel mit dem gesamten ehemaligen Gerichtsamtsbezirk Remse im Jahr 1880 zur neu gegründeten sächsischen Amtshauptmannschaft Glauchau.
Durch die zweite Kreisreform in der DDR kam die Gemeinde Oberwinkel im Jahr 1952 zum Kreis Glauchau im Bezirk Chemnitz (1953 in Bezirk Karl-Marx-Stadt umbenannt). Am 17. September 1961 wurde Oberwinkel nach Ebersbach eingemeindet. Im gleichen Jahr wurde das Mühlengebäude der Glänzelmühle wegen Baufälligkeit abgerissen. Bei der Eingemeindung der Gemeinde Ebersbach in die Gemeinde Reinholdshain erfolgte am 1. Januar 1974 die Umgliederung von Oberwinkel nach Waldenburg. Als Ortsteil der Stadt Waldenburg kam Oberwinkel im Jahr 1990 zum sächsischen Landkreis Glauchau, der 1994 im Landkreis Chemnitzer Land bzw. 2008 im Landkreis Zwickau aufging.